# Colphepeira catawba
Colphepeira catawba (Banks, 1911) è un ragno appartenente alla famiglia Araneidae.
È l'unica specie nota del genere Colphepeira.

## Caratteristiche
Peculiarità di questo ragno è di avere gli occhi molto ravvicinati, differentemente dagli altri generi di Araneidae. Questo carattere ne ha impedito di fatto finora la classificazione in una specifica sottofamiglia, per cui a questo livello tassonomico, è da ritenersi incertae sedis.

## Distribuzione
La specie è stata rinvenuta negli USA e in Messico.

## Tassonomia
Per la determinazione dei caratteri di questo genere sono state considerate le analisi sugli esemplari tipo Araneus catawba Banks, 1911, effettuate dall'aracnologo Archer in un suo lavoro (1941b).
Il genere inoltre è stato trasferito dalla famiglia Theridiosomatidae a quella degli Araneidae da un lavoro di Levi (1978a).
Dal 2002 non sono stati esaminati altri esemplari, né sono state descritte sottospecie al 2014.